# Растекаться мыслью по древу
Растека́ться мы́слью по дре́ву («Боянъ бо вѣщій, аще кому хотяше пѣснѣ творити, то растекашется мыслію по древу, сѣрымъ волкомъ по земли, шизымъ орломъ подъ облакы.») — фраза неоднозначного толкования из «Слова о полку Игореве», ставшая фразеологизмом. В современном языке означает «вдаваться в ненужные подробности, описывать детали, которые не представляют важности для общего сюжета».
В «Слове о полку Игореве» встречаем «мыслью по древу», где «мысль», по одной из версий (остающейся предметом дискуссий), означает «мысь», что в псковских говорах значит «белка».

## История возникновения фразеологизма
Выражение вошло в русский язык из переводов «Слова о полку Игореве» — произведения конца XII века. Так, «Слово» в переводе поэта Василия Андреевича Жуковского на современный язык начинается с:
Не прилично ли будет нам, братия,
Начать древним складом
Печальную повесть о битвах Игоря,
Игоря Святославича!
Начаться же сей песни
По былинам сего времени,
А не по вымыслам Бояновым.
Вещий Боян,
Если песнь кому сотворить хотел,
Растекался мыслию по древу.
Серым волком по земле,
Сизым орлом под облаками.
Аналогично звучит эта фраза и в переводе поэта Николая Заболоцкого.

### Толкования фразы
Многие исследователи анализировали фразу текстового оригинала: 
«растекашеся мыслію по древу, серымъ вълкомъ по земли, шизымъ орломъ подъ облакы».
- Ещё в 1833 году Н. А. Полевой предположил, что под «мыслію» имеется в виду какой-то зверь или птица, так как в тексте имеется явная постепенность сравнений: облака, земля, дерево — орёл, волк, мысль (Полевой Н. А. Рец. на кн.: Песнь ополчению Игоря Святославича… (А. Вельтмана)] // Моск. телеграф. 1833. Ч. 50. № 7. Апр. С. 419—440.).
- В 1854 году Н. П. Корелкин предположил, что фраза является опиской, а в тексте имеется в виду не «мысль», а «мысь». Мысью же, по мнению Н. П. Корелкина, в Опочецком уезде Псковской губернии называют белку, или векшу (Карелкин Н. П. (Рец.): «Игорь, князь Северский»: Поэма / Пер. Николая Гербеля // ОЗ. 1854. Т. 93, № 3. Отд. 4. С. 1—11.)
- В переводе Творогова: «Ведь Боян вещий, если кому хотел песнь слагать, то растекался мыслию по древу, серым волком по земле, сизым орлом под облаками».
- В переводе Лихачёва: «Ибо Боян вещий, если хотел кому песнь воспеть, то растекался мыслию по древу, серым волком по земле, сизым орлом под облаками».
- В переводе Чернова из 1 тома книги Чернова «Слово о полку Игореве» 2006 года: «Ибо вещий Боян, если кому хотел песнь сотворить, то летал мыслью-белкой по Древу, серым волком по земле, сизым орлом под облаками.»
- «Более понятно, что по дереву скорее может бегать белка, чем мысль. Но с другой стороны, художественный полёт может быть очень широк — объясняет Андрей Зализняк. — В том же „Слове о полку Игореве“ чуть ниже встречается выражение „мыслену древу“. Дерево присутствует, и оно мысленное, следовательно, соединение двух идей — „мысли“ и „дерева“ — безусловно, в сознании автора было возможно. Поэтому исключать, потому что бывает ещё и белка, было бы неосторожно».[3]
- Прозаический перевод Николаева и Чернова из работы 2020 года[4]: Перед тем как сложить кому-то песнь, Вещий Боян мчался белкой по дереву, серым волком по земле, сизым орлом под облаками.[4]

## Современное значение фразеологизма
Растекаться мыслию (или «мыслью») по древу — означает «беспорядочно переходить от одного к другому в мыслях, словах»; так говорят о тех, кто говорит долго, нудно и перескакивая с темы на тему.

## Примеры употребления фразеологизма
Людмила Евгеньевна Улицкая в романе «Даниэль Штайн, переводчик»: 
«Растекся мыслью я по древу».